# سپیدایی

میزان نور خورشید بازتاب‌شدهٔ مواد نسبت به سطح آن‌ها بر زمین

سپیدایی یا آلبِدو (به انگلیسی: Albedo) به معنی درصد بازتاب نور از سطح یک جسم است. مقادیر این کمیت می‌تواند از صفر (تاریک مطلق) تا یک (روشن مطلق) تغییر پیدا کند. آلبدو را گاه با درصد و گاه با یک عدد اعشاری کوچک‌تر از یک نشان می‌دهند.
دمای یک سیاره عملاً تحت تأثیر میزان انعکاس انرژی خورشیدی، موسوم به سپیدایی سیاره، و اثرات گازهای گلخانه‌ای است.
سپیدایی سیارهٔ زمین ۰/۲۹ است، بدین معنی که ۲۹٪ انرژی خورشیدی را سریعاً منعکس می‌کند؛ لذا ۷۱٪ آن را جذب می‌نماید. سپیدایی سیارهٔ زهره حدود ۰٫۷۰ است (مقدار ذکر شده در منابع از ۰٫۶۵ تا ۰٫۸۵ متغیر است)، در نتیجه تنها ۳۰٪ انرژی خورشیدی توسط سیارهٔ زهره جذب می‌شود. اما جو زهره که از کربن دی‌اکسید تشکیل شده به قدری غلیظ است که دمای سطح آن به‌طور قابل ملاحظه‌ای بالا می‌رود. مریخ سپیدایی برابر با ۰٫۱۵ دارد، از این‌رو بیشتر انرژی خورشیدی را جذب می‌کند، اما جو رقیق کربن دی‌اکسید مریخ (حدود ۰٫۰۱ زمین) نمی‌تواند گرمای زیادی را به دام اندازد؛ بدین دلیل هم‌اکنون سطح مریخ برای بقای گونه‌های حیات برپایهٔ آب/کربن بیش از حد سرد است. با این وجود، در گذشته، زمانی که آتش‌فشان‌های عظیم مقادیر گسترده‌ای گاز (شامل بخار آب، کربن دی‌اکسید و متان) را در جو منتشر می‌کردند، دمای آن به میزان قابل توجهی بالاتر بوده و احتمالاً امکان پا گرفتن حیات در آنجا وجود داشته‌است.

### کتابشناسی
- موریسون، ایان. درآمدی بر نجوم و کیهان‌شناسی. ترجمهٔ غلامرضا شاه‌علی. شیراز: ارم شیراز. شابک ۹۷۸-۶۰۰-۶۰۳۶-۲۵-۰.